# Ernst Trillingsgaard
Ernst Trillingsgaard (født 27. marts 1940 på Jegindø) er en dansk erhvervsleder, der var direktør for Aalborg Kongres og Kultur Center indtil 2017, hvor Nicolaj Holm overtog.
Trillingsgaard er søn af auktionsmester Laurids Clemmensen Trillingsgaard (død 2001) og hustru Irma Johanne, født Madsen.
I 1985 blev han gift med oversygeplejeske Else Johanne Kruse T. (født 29. november 1947 i Dybe Sogn), datter af murermester Jes Arne Kruse og hustru sygeplejeske Margrethe Kruse, født Andersen (død 1967). Sammen har de sønnen Claus Trillingsgaard (født 3. juli 1976 i Holstebro).
Af uddannelse har han en højere handelseksamen fra 1965. Fra 1961 til 1963 var han forretningsfører i Vildsund Dyrepark og blev som nyudsprungen student volontør i Unilever i Bremerhaven i 1965. Tilbage i Danmark blev han direktør for Holstebro-Hallen i 1965. Han etablerede Holstebro Revyen i 1969, og ledte den sammen med hallen til 1985, hvor han blev direktør for Aalborg Kongres og Kultur Center. I 1990 skabte han Aalborg Vinterrevy, som han også er leder af. 
Trillingsgaard har medvirket kraftigt til at sætte Aalborg på landkortet som kultur- og kongresby idet stedet har haft ca. 350 udenlandske gæstespil og flere end 3.500 danske og udenlandske teaterforestillinger og koncertarrangementer. 
Siden 1985 har han været kunstnerisk konsulent for Cirkusrevyen, og fra 1985 til 2002 var han formand for Danske Koncert- og Kulturhuse; fra 2002-2006 næstformand.
Han er stifter af og formand for bestyrelsen for Jegindø Fonden til Bevarelse af Gamle Redskabshuse på Jegindø og stifter af Jegindø Museum fra 1988. Desuden er han medudgiver af Harboørefolk på Jegindø (1985).
Han har været formand for bestyrelsen for Nordisk Konserthusråd fra 1996-2014.
Fra 2002 til 2009 har han været honorær konsul for Luxembourg. 
Han har modtaget det Polske Fortjenstkors (Po.Fk.1). 

## Anerkendelser
- 1988: Merkonomprisen
- 2000: Det Obelske Familiefonds Særlige Hæderspris (for sin betydning for dansk kulturliv)
- 2005: Aalborgmanden
- 2006: Ridder af 1. grad af Dannebrogordenen
- 2009: Dansk Eksportforenings Initiativpris